# Поздняково (Томская область)
Поздняково — село в Томском районе Томской области России. Входит в состав Моряковского сельского поселения. Население 19 чел. (2021) .

## География
Находится на востоке региона, в лесной местности, на реке Обь (протока Барковская).
Три улицы: ул. Береговая, ул. Лесная, ул. Центральная, все дачные.
Фактически на территории села СНТ «Борки».
Географическое положение
Расстояние до
областного и районного центра г. Томск: 72 км.
центра поселения с. Моряковский Затон: 23 км.

## История
В соответствии с Законом Томской области от 12 ноября 2004 года № 241-ОЗ село вошло в муниципальное образование Моряковское сельское поселение.

## Население
| 2002 | 2008 | 2009 | 2010 | 2011 | 2012 | 2013 | 2014 | 2015 |
| ---- | ---- | ---- | ---- | ---- | ---- | ---- | ---- | ---- |
| 14   | ↘7   | →7   | ↗9   | →9   | ↘7   | ↗8   | ↗9   | ↘8   |
| 2021 |      |      |      |      |      |      |      |      |
| ↗19  |      |      |      |      |      |      |      |      |

## Инфраструктура
СНТ «Борки».
Есть кладбище (ул. Лесная, 31)

## Транспорт
Лесные дороги. Водный транспорт.